# Pudding (rivière)
Pour l’article homonyme, voir Pudding.
La Pudding est une rivière de l'Oregon, aux États-Unis, affluent de la Molalla.
Elle prend sa source dans la chaîne des Cascades puis s'écoule vers le nord à travers les comtés de Marion et de Clackamas avant de se jeter dans la Molalla, juste avant que celle-ci ne se jette dans la Willamette.